# Takeshi Kaikō
Takeshi Kaikō (開高健) est né le 30 décembre 1930 et mort le 9 décembre 1989. Écrivain globe-trotter, il écrira des reportages de ses périples en Chine, en URSS, dans le Paris de 1968. Après plusieurs romans, il meurt en 1989 avant de pouvoir terminer une série vietnamienne intitulée Ténèbres.

## Liste des œuvres traduites en français
- 1959 : L'Opéra des gueux (日本三文オペラ), roman traduit par Jacques Lalloz, Publications orientalistes de France, 1985 ; 10/18, 1992 ; Picquier poche, 1996.
- 1959 : La Muraille de Chine - Récit d'un fugitif (流亡記), roman traduit par Jacques Lalloz, Editions Philippe Picquier, 1991 ; Picquier poche, 2004.
- 1960 : Une expérience cruciale (Nin.i no itten), dans Les Paons La Grenouille Le Moine-Cigale et dix autres récits (Tome 3 - 1955-1970), nouvelle traduite par Anne Sakai, Editions Le Calligraphe-Picquier, 1988 (réédition Philippe Picquier, 1991) ; Anthologie de nouvelles japonaises (Tome III - 1955-1970) - Les Paons La Grenouille Le Moine-Cigale, nouvelle traduite par Anne Sakai, Picquier poche, 1999.
- 1972 : Les Ténèbres d'un été (夏の闇), roman traduit par Jacques Lalloz, Editions Philippe Picquier, 1996.
- 1973-1979 : Romanée-Conti 1935 (ロマネ・コンティ・一九三五年), nouvelle traduite par Anne Bayard-Sakai, suivi de Le Monstre et les cure-dents (Kaibutsu to tsumayoji), nouvelle traduite par Didier Chiche, Editions Philippe Picquier, 1993 ; Picquier poche, 1996 (réédition 2017).
- 1978 : La Mue ou la mort (玉、砕ける), dans Anthologie de nouvelles japonaises contemporaines (Tome I), nouvelle traduite par Jean-Jacques Tschudin, Gallimard, 1986.